# Erou al Ucrainei
Erou al Ucrainei (în ucraineană Герой України, Heroi Ukraiinî) este cel mai înalt titlu onorific care poate fi conferit unei persoane de către președintele Ucrainei. A fost inaugurat în 1998 de către președintele Leonid Kucima, iar către iunie 2023 au fost atribuite 718 astfel de titluri. Este acordat automat cavalerilor a două ordine: Ordinul de Stat civil și Ordinul Steaua de Aur militar. Primul cetățean străin care a primit acest titlu a fost belarusul Mihail Jizneuski în iunie 2017.

## Istorie

### Context
„Erou al Ucrainei” este considerat a fi moștenitor al titlurilor onorifice „Erou al Uniunii Sovietice” (înființat la 16 aprilie 1934) și „Erou al Muncii Socialiste” (înființat la 27 decembrie 1938), cele mai înalte distincții de stat din Uniunea Sovietică, din care Ucraina făcea parte. Majoritatea cavalerilor primului titlu erau militari decorați pentru fapte eroice (cosmonauții sovietici fiind o excepție notabilă), în timp ce cel de-al doilea titlu era acordat ca recunoaștere a contribuțiilor persoanelor la economia și cultura țării. După destrămarea Uniunii Sovietice în 1991, au fost înființate titluri și ordine similare în țările independente, inclusiv Ucraina.

### Înființare
Titlul „Erou al Ucrainei” a fost creat la 23 august 1998 prin Decretul nr. 944/98 de către președintele Leonid Kucima. Este acordat automat cavalerilor a cel puțin una din cele două distincții supreme: Ordinul Steaua de Aur și Ordinul de Stat. Spre deosebire de legea sovietică, cea ucraineană permite decorarea unei persoane doar o singură dată, aceasta putând primi ambele ordine. Ambele distincții pot fi acordate post-mortem. Distincția nu poate fi retrasă decât de președinte, atunci când persoana decorată este condamnată pentru o infracțiune gravă.

## Descriere
Cele două medalii au câteva caracteristici comune: ambele au o panglică cu lungimea de 45 mm și lățimea de 28 mm, împărțită în două părți verticale, albastru în stânga și galben în dreapta, potrivit culorilor drapelului ucrainean. Panglica este conectată de medalionul de aur printr-un dispozitiv de suspensie, confecționat la fel din aur. Pe reversul ambelor medalii sunt inscripționate denumirea decorației și numărul acesteia.
Dispozitivul de suspensie al Ordinului Steaua de Aur are gravat tridentul stemei Ucrainei. Medalionul este o stea cu cinci vârfuri, cu lățimea de 35 mm, înconjurată de o coroană din frunze de stejar. În interior sunt gravate încă două stele concentrice. La Ordinul de Stat în locul stelei se află tridentul lui Vladimir I al Kievului, de asemenea așezat pe o coroană din frunze de stejar. Medalionul are 35 mm înălțime și 36 mm lățime. Dispozitivul de suspensie nu este decorat cu vreun simbol special.
Cavalerii acestor ordine primesc și o copie a medaliei, destinată purtării la manifestațiile publice. Copia este confecționată după modelul sovietic, panglica roșie fiind înlocuită cu una albastră și galbenă. În mijlocul stelei este amplasat tridentul. Medalia care servește drept copie este fabricată din metale neprețioase și este purtată pe partea stângă a pieptului, deasupra tuturor celorlalte decorațiuni.

## Reguli

### Cadru legal
Președintele Kucima a emis două decrete în privința titlului onorific: unul în 1998 și cel de-al doilea în 2002. Decretul din 2002 l-a anulat pe cel din 1998, fiind emis după legea privind distincțiile de stat, și a confirmat statutul titlului onorific stabilit în 2000.
Decretul din 1998 conținea reguli generale privind titlul onorific: criteriile de identificare a persoanelor decorate, stabilirea autorității emițătoare și modul de păstrare a decorației. Acesta prevedea că doar președintele poate acorda titlul, iar unele autorități de stat ucrainene pot înainta candidați. Decretul mai prevedea și stabilirea unor beneficii speciale destinate cavalerilor titlului, precum remunerări bănești, înlesniri sociale și îngrijire medicală gratuită, accesibile acelor persoane pe toată durata vieții.
Noile reglementări din 2002 nu se deosebesc radical de cele inițiale. Medaliile au rămas aceleași, decretul concretizând doar dimensiunile copiei. Articolul 4 prezintă detalii privind dreptul de proprietate asupra însemnelor și procedurile speciale de expunere a medaliilor în muzee.

### Păstrare
Medalia care reprezintă distincția este purtată doar la ocazii speciale, pe partea stângă a sacoului, deasupra oricăror alte medalii și decorațiuni ucrainești. Cavalerii ambelor ordine plasează Ordinul Steaua de Aur în dreapta Ordinului de Stat. Copia medaliei, realizată din metale neprețioase, poate fi purtată zi de zi; aceasta poate fi înlocuită cu o panglică cu dimensiunea 12x18 mm. O altă copie este ecusonul, care poate fi purtat deasupra panglicilor pe partea stângă a uniformei.

### Procedură de decorare
Următoarele instituții sunt în drept să recomande președintelui persoane cărora să li se acorde titlul: Rada Supremă (organul legislativ), Guvernul, Curtea Constituțională, Curtea Supremă, Înalta Curte a Economiei, Procuratura Generală, oricare minister și alte autorități executive centrale, Consiliul Suprem și Consiliul Miniștrilor din Republica Autonomă Crimeea, administrațiile orașelor Kiev și Sevastopol, precum și Comisia pentru acordarea distincțiilor și heraldică de pe lângă președintele Ucrainei.
Recomandările sunt trimise președintelui spre examinare, împreună cu detalii despre activitatea excepțională a candidaților. Dacă președintele aprobă o recomandare, acesta emite un decret de acordare a titlului și are loc o ceremonie oficială de decorare la Palatul Președintelui din Kiev.

## Cavaleri

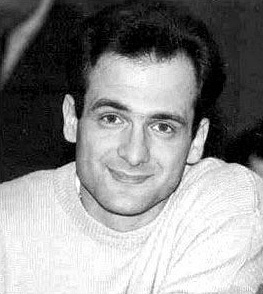
Gheorghi Gongadze, jurnalist, fondatorul ziarului online Ukraiinska Pravda, răpit și asasinat în 2000

Persoanele care au fost decorate cu titlul de Erou al Ucrainei au avut o varietate de realizări. Primul cavaler a fost, în 1998, savantul Borîs Paton, fiindu-i recunoscut meritul în domeniul metalurgiei sudării electrice și ca președinte al Academiei Naționale de Științe a Ucrainei din 1962. Alți oameni de știință decorați au fost Platon Kostiuk, neurofiziolog, și Valeri Kazakov, medic.
Titlul este adesea acordat sportivilor și altor personalități din domeniul sportului. Astfel, cu Ordinul Steaua de Aur au fost decorați Vitali Kliciko (2004), campion la box (categorie grea), Andrei Șevcenko, fotbalistul european al anului 2004 și câștigător de două ori al titlului Serie A, și Valeri Lobanovski, fost antrenor al clubului de fotbal FC Dinamo Kiev, care a murit la 13 mai 2002 în spital după ce își pierduse cunoștința în timpul unui meci.
Titlul a fost acordat și unor medaliști olimpici, precum Iana Klocikova, medaliată cu aur la natație la Jocurile Olimpice de la Atena și Sydney.
Printre oamenii de artă decorați se numără compozitorul Oleksandr Bilaș (2001), cântăreața Sofia Rotaru, scriitorul Pavlo Zahrebelnîi (2004). Jurnalistul Gheorghi Gongadze, răpit și asasinat în 2000 din motive politice, a fost decorat post-mortem în 2005.

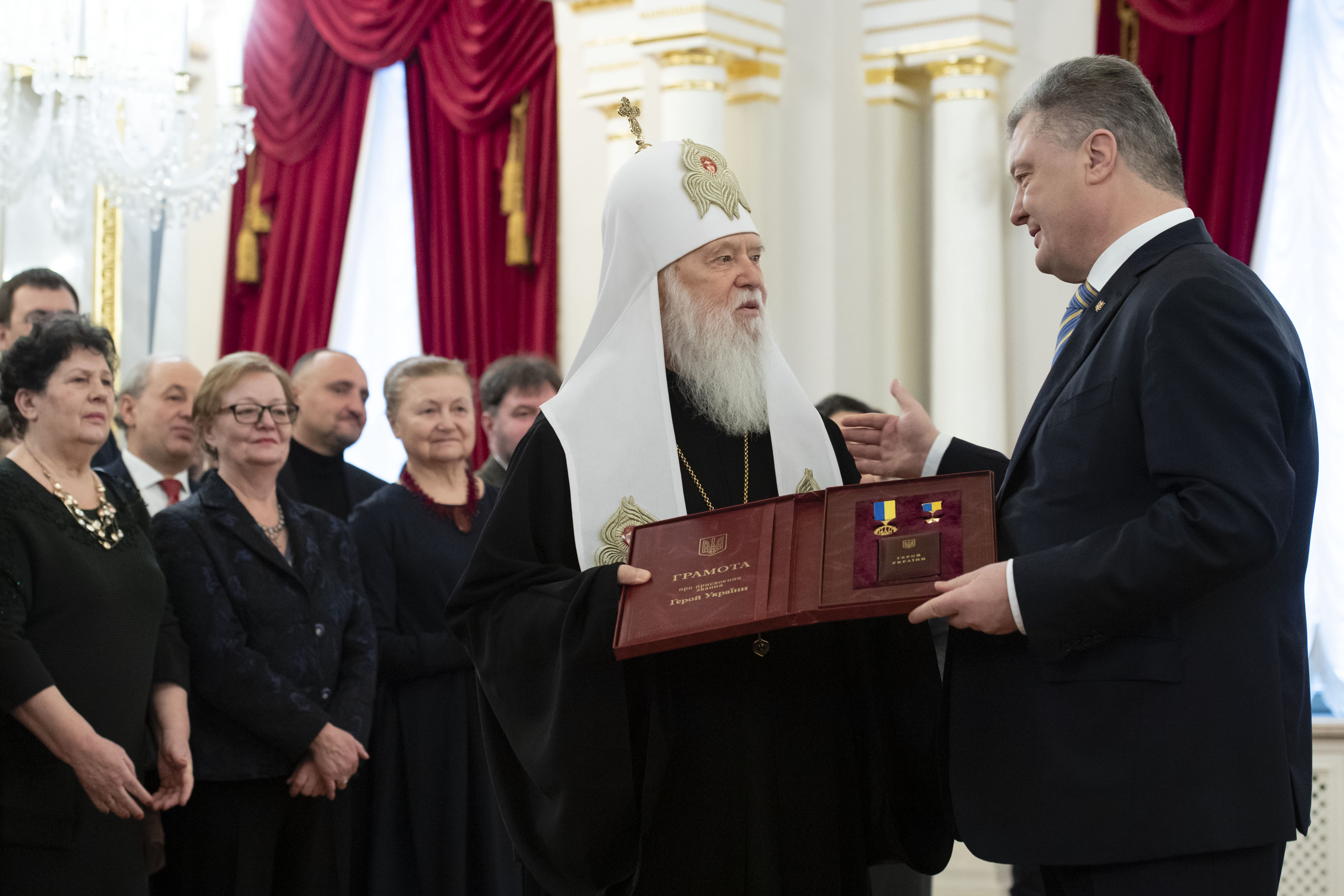
Președintele Poroșenko acordând Ordinul de Stat patriarhului Filaret

Belarusul Mihail Jizneuski a devenit în iunie 2017 primul cetățean al unei țări străine decorat cu acest titlu. Acesta s-a numărat printre primii protestatari uciși în timpul protestelor Euromaidan, fiind împușcat mortal la 22 ianuarie 2014.
Pentru „rolul său istoric remarcabil în înființarea Bisericii Ortodoxe independente din Ucraina” și alte merite, Patriarhul Filaret a fost decorat de către Petro Poroșenko la 8 ianuarie 2019. Ceremonia de decorare a avut loc la 22 ianuarie, de Ziua Unității Naționale.

## Controverse
Au existat acuzații potrivit cărora unele persoane din cercul de prieteni ai lui Kucima, mai ales Viktor Medvedciuk, ar fi pus la cale decorarea unor persoane controversate. Poliția l-a citat de Medvedciuk la 15 iulie 2005 în legătură cu aceste acuzații. Una din persoanele controversate este Aleksandr Bartenev, un presupus interlop cu porecla „Major”, care a fost ulterior învinuit în niște cauze penale.

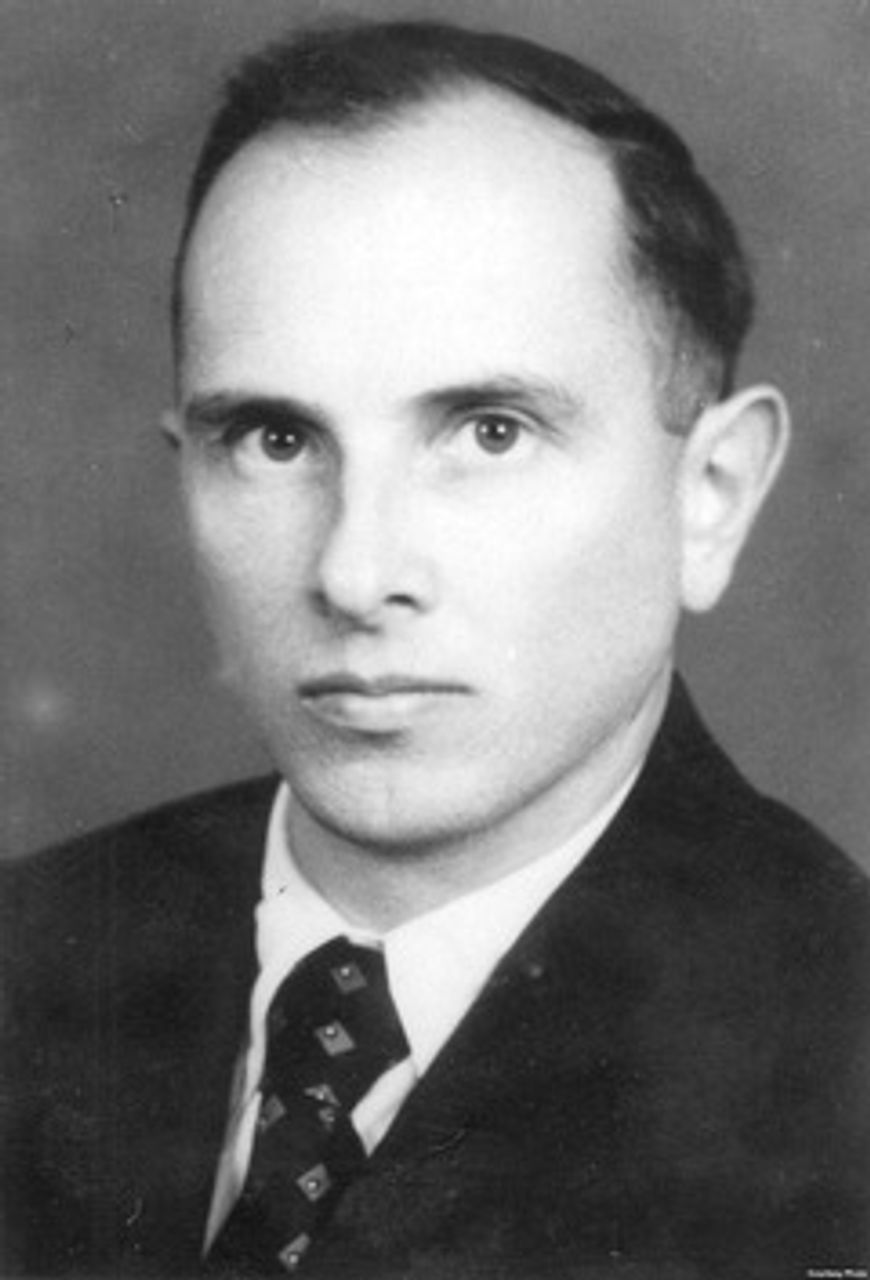
Stepan Bandera, cavaler căruia i-a fost retras ordinul

Președintele Viktor Iușcenko a dispus aplicarea unui moratoriu pe distincțiile de stat începând cu iunie 2005. Decizia a fost susținută de Comisia pentru acordarea distincțiilor și heraldică de pe lângă președintele Ucrainei, potrivit căreia mai mult de două treimi din cele 41 de persoane decorate în 2004 sunt necunoscute publicului, distincțiile fiind oferite în perioada electorală. Titlul, totuși, nu le-a fost retras. În ciuda moratoriului, în iulie 2005 au fost acordate două titluri postume lui Oles Honcear și Vadîm Hetman.
Decretul lui Iușcenko din ianuarie 2010, în ultimele sale zile în funcție, de a acorda naționalistului ucrainean Stepan Bandera titlul Erou al Ucrainei a provocat reacții negative în Rusia, Polonia și alte țări, chiar și în Ucraina, și a fost condamnată de Centrul Simon Wiesenthal și alte grupuri evreiești din lume, de președintele polonez Lech Kaczyński, Ministerul rus de Externe, grupuri de veterani ai armatei sovietice și de mai mulți politicieni ucraineni, precum Serhii Tihipko și Konstantin Zarudnev. Zarudnev, deputat ales pe circumscripția Sevastopol, și-a dat foc pașaportului ucrainean în semn de protest. În același timp, decretul a fost întâmpinat cu entuziasm de naționaliștii ucraineni din vestul Ucrainei și mai mulți ucraineni stabiliți în SUA.
La 2 aprilie 2010, o instanță din Donețk a anulat decretul prezidențial de acordare lui Bandera a titlului onorific. Avocatul Vladimir Olențevîci a argumentat că titlul de Erou al Ucrainei poate fi acordat doar cetățenilor Ucrainei, iar Stepan Bandera nu era cetățean ucrainean, întrucât se afla în exil după cel de-al doilea război mondial și a fost ucis în 1959 în Germania, cu mult înainte de Declarația de independență a Ucrainei din 1991. Același argument a fost folosit de Curtea de Apel din Donețk la anularea, la 21 aprilie 2010, a decretului lui Iușcenko din 12 octombrie 2007 de acordare a titlului Erou al Ucrainei lui Roman Șukevîci, comandant al Armatei Insurecționale Ucrainene.
La 12 august 2010, Înalta Curte a Ucrainei pe cauze administrative a respins procesele înaintate în legătură cu anularea a patru decrete ale președintelui Ianukovici de decorare a titlului de Erou al Ucrainei unor soldați sovietici, procese care se bazează pe aceleași argumente privind cetățenia Ucrainei. Conform articolului 16 „Retragerea distincției” a Legii privind distincțiile de stat ale Ucrainei, decizia de retragere poate fi luată doar de președinte, în cazul în care o persoană decorată a fost condamnată pentru infracțiuni grave. Procedura dată a fost încălcată în cazurile lui Stepan Bandera și Roman Șukevîci, de aceea legitimitatea hotărârilor instanțelor din Donețk rămân a fi controversate. S-a constatat că aplicarea aceluiași argument tuturor cavalerilor titlului ar putea impune retragerea distincțiilor acordate lichidatorilor dezastrului de la Cernobîl, veteranilor celui de-al doilea război mondial ș.a.